# وصفي جبار
وصفي جبار (من مواليد 1 تموز 1964) هو حارس مرمى عراقي سابق لعب مع منتخب العراق في كأس الأمم العربية عام 1988 .
لعب جبار للعراق بين عامي 1983 و 1988، كما وشارك في حراسة مرمى فرق الأعظمية والشرطة والرشيد، وتدريب حراس مرمى فريق الجوية .  